# Réserve parlementaire
La réserve parlementaire désigne, en France, un ensemble de subventions du budget de l'État qui permettait aux députés et sénateurs de financer des associations et des collectivités de leur circonscription.
En 2016 la réserve représentait 56 millions d'euros pour le Sénat (soit 153 000 € par sénateur ne faisant pas partie du bureau) et 81 millions d'euros pour l'Assemblée nationale (soit 130 000 € par député ne faisant pas partie du bureau).
Ayant fait l'objet de nombreuses critiques, cette pratique est abandonnée à compter de janvier 2018.
Depuis 2023, un trio de députés (André Villiers, Dino Cinieri, Frédéric Descrozaille) ont créé un collectif afin de rétablir la réserve parlementaire. Afin d'être soutenu dans leur démarche, ils ont fait appel à un lobbyiste (Impulso conseil). Cette agence d'influence est codirigée par Nicolas Martin-Lalande, un ex-collaborateur parlementaire très introduit au Palais Bourbon.

## Historique
La création de la réserve parlementaire est peu documentée. Elle remonterait à la présidence de Georges Pompidou (1969-1974). Elle est ignorée du grand public jusqu'aux années 2000. À ce moment, une partie des parlementaires n'en ont même pas connaissance.
Jusqu’en 2002 le président de la commission des finances et le rapporteur décidaient seuls des crédits alloués à chaque député. Ce rôle est ensuite partagé avec les présidents des groupes politiques.
Jusqu'en 2007, les critères d’attribution sont la présence des élus, leur implication dans le travail parlementaire, leur ancienneté et les postes occupés. Un questeur ou un président de commission, à son quatrième ou cinquième mandat, peut avoir jusqu’à 300 000 euros de réserve, contre à peine 10 000 pour un novice.

### 2013: Transparence
Hervé Lebreton fonde l'association « Pour une démocratie directe » en 2008. Avec celle-ci, il initie en 2011, une action destinée à obtenir la transparence de l'utilisation de la réserve parlementaire. Il commence par solliciter le député de sa circonscription Jérôme Cahuzac puis la commission d’accès aux documents administratifs et enfin dépose un recours devant le tribunal administratif. Il obtient gain de cause le 25 juin 2013, quand le tribunal administratif ordonne la publication des données relatives à cette réserve pour l'année 2011 (150 millions d'euros au total),. Ces milliers de données obtenues, il les analyse, notamment avec l'aide de l'association Regards citoyens. Une représentation graphique de données statistiques a également été créée, subvention par subvention ; elle a été régulièrement citée par les médias.
En 2012, sous l’impulsion de Claude Bartolone, la réserve parlementaire de l’Assemblée nationale est répartie équitablement entre députés de la majorité et ceux de l’opposition et les sommes allouées et de leurs bénéficiaire sont rendus publics,.
En avril 2013, anticipant la loi à venir, des parlementaires publient volontairement leurs financements sur leurs blogs, dont le recensement est effectuée par le quotidien Libération avec 120 données recensées. Au Sénat, le président de la commission des finances Philippe Marini explique ne pas être favorable à sa publicité et justifie les disparités de son montant : « Que des parlementaires communiquent sur la façon dont ils distribuent leur réserve, ils en ont parfaitement le droit. Je n’en vois pas l’utilité et j’estime qu’il y a déjà beaucoup de littérature sur ce sujet. Il s’agit d’une très faible fraction des crédits publics et elle sert à financer des projets locaux ou d’intérêt général. Faisons un peu confiance aux représentants du peuple. On sait que le travail parlementaire repose sur quelques dizaines de députés et de sénateurs, alors que certains viennent une fois par semaine en réunion de groupe. Tous ne sont pas présents et actifs. Il est normal que la répartition de la réserve [entre les sénateurs] tienne compte de l’investissement de chacun. » Le sénateur Philippe Marini soutient fortement sa ville de Compiègne avec les fonds du Sénat pour une moyenne annuelle de près de 2,5 M€, représentant 14 % des ressources de financement de la collectivité entre 2005 et 2007, sur un montant total voisin de 4 M€.
Avec les lois relatives à la transparence de la vie publique du 17 octobre 2013, votées à la suite de l'affaire Cahuzac, la loi organique relative aux lois de finances (LOLF) est modifiée pour rendre publique la liste des bénéficiaires de la réserve parlementaire.
Début août 2013, le ministère de l'intérieur publie deux listes, respectivement pour les années 2011 et 2012, des subventions accordées aux collectivités locales par les parlementaires (députés et sénateurs). Le Sénat ne publie pour la première fois cette ventilation de ses 53,9 millions d'euros qu'en septembre 2014, quelques jours avant le renouvellement de moitié des sièges du Sénat. La moitié de la réserve est partagée par 60 sénateurs sur 348.

### 2017: Suppression
Après les élections présidentielles et législatives, les projets de lois pour la confiance dans la vie politique sont présentés. Parmi les mesures, le texte prévoit la suppression de la réserve parlementaire. Une loi organique est nécessaire pour retirer l'obligation de transparence de la LOLF, introduite en 2013.
Alors que le reste de cette réforme fait l'objet d'un relatif consensus politique, la suppression de la réserve parlementaire génère de longs débats, le Sénat refuse la suppression et l'Assemblée nationale vote finalement « au dernier mot » la loi organique le 9 août 2017.
Les députés Les Républicains contestent auprès du Conseil constitutionnel le caractère normatif de la loi : si la réserve parlementaire n'existe pas dans la loi, il n'est pas utile de la supprimer avec une loi, il suffit que le gouvernement mette un terme à cette pratique. Dans sa décision rendue le 8 septembre 2017, le Conseil valide la suppression de la réserve parlementaire, mais censure la suppression de la réserve ministérielle,.
En compensation de cette suppression, l’enveloppe nationale de la dotation d’équipement des territoires ruraux (DETR, mission « Concours financiers aux collectivités territoriales et à leurs groupements ») est augmentée de cinquante millions d’euros, de plus le fonds de développement de la vie associative (mission « Jeunesse et vie associative ») est abondé de vingt-cinq millions d’euros supplémentaires.

## Le dispositif

Répartition de la réserve parlementaire par groupe à l'Assemblée nationale pour l'année 2016.

Le budget de l’État comporte, dans la mission « Relations avec les collectivités territoriales » des crédits gérés par le ministère de l’Intérieur mais répartis par les parlementaires. Ils sont issus d'amendements gouvernementaux à la loi de finances déposés à la demande des commissions chargées des finances des assemblées parlementaires avec pour objectif, en principe, de « soutenir les collectivités territoriales déstabilisées par des circonstances exceptionnelles ».
En novembre 2012, le ministre de l'Intérieur Manuel Valls indique au député René Dosière la répartition de la « réserve parlementaire » par département. Fin janvier 2013, Manuel Valls, sollicité par le sénateur Jean-Louis Masson, communique le détail des subventions distribuées en 2010 et 2011 dans le département de l’Oise.
Le montant cumulé de la réserve parlementaire s'élève chaque année à environ 90 millions d’euros mis à disposition pour les députés et 58 millions pour les sénateurs.
Le montant cumulé des réserves parlementaires par département pouvait ainsi fortement varier. En 2010, les plus importantes sont les suivantes :
| Département  | Montant alloué en 2010 |
| ------------ | ---------------------- |
| Val-de-Marne | 5 361 731 €            |
| Oise         | 4 134 433 €            |
| Haute-Savoie | 3 939 261 €            |
| Moselle      | 2 836 560 €            |
| Nord         | 2 723 970 €            |
| Isère        | 2 655 902 €            |
| Mayenne      | 2 441 539 €            |
| Calvados     | 2 299 212 €            |

Le montant des subventions versées au titre de la réserve parlementaire est soumis aux règles communes à toutes les subventions de l’État : Le montant des subventions ne peut dépasser 50 % du volume des travaux prévus (HT). Elles peuvent compléter d'autres subventions accordées par les collectivités territoriales, mais l'ensemble ne doit pas dépasser 80 % des travaux.

## Débats sur la réserve parlementaire

### Aspects juridiques
Selon certains juristes, la réserve parlementaire, prévue par aucun texte légal, est une convention constitutionnelle visant à détourner l'article 40 de la Constitution qui interdit aux parlementaires de créer ou d’aggraver une charge publique. Comme les sommes de la réserve sont créées par un amendement du gouvernement, ce système de contournement est efficace, et ne peut pas être sanctionné en droit. Ainsi en 2013, le Conseil constitutionnel estime que la réserve parlementaire ne déroge pas à l’article 40,. C'est un argument repris par le Gouvernement Édouard Philippe (2) lors de la discussion de la loi de 2017.
Pour Nicole Belloubet, le rôle du parlementaire selon l'article 24 de la Constitution est de voter la loi, contrôler l’action du Gouvernement, évaluer les politiques publiques. La réserve parlementaire n'entre pas dans ce rôle.
En 2017, le Conseil constitutionnel juge que la réserve parlementaire revient pour le Gouvernement à lier sa compétence en matière d’exécution budgétaire et sa suppression vise « à assurer le respect de la séparation des pouvoirs et des prérogatives que le Gouvernement tient de l'article 20 de la Constitution pour l'exécution du budget de l'État. Elles ne sauraient cependant, sans porter atteinte à l’article 44 de la Constitution de la Constitution, être interprétées comme limitant le droit d'amendement du Gouvernement en matière financière ». Par contre la suppression de la réserve ministérielle « porte atteinte à la séparation des pouvoirs et méconnaît l'article 20 de la Constitution. »

### Critiques sur son opacité
Une critique récurrente du système de réserve parlementaire est son manque de transparence. En effet, l'utilisation de ces fonds est laissée au pouvoir discrétionnaire du parlementaire, et, jusqu'en 2013, sa répartition pour financer des projets d'aménagement locaux ou des associations est tenue secrète. Seul le montant de l'enveloppe globale, voté dans la loi de finances, est rendu public.
Le système de réserve parlementaire critiqué pour ses inégalités d'attribution d'un député ou sénateur à un autre. Jusqu'à la réforme appliquée pour la première fois en 2013, le montant alloué par parlementaire variait considérablement. En juin 2013, Hervé Lebreton, président de l'association pour une démocratie directe, obtient par décision du Tribunal administratif de Paris la liste détaillée des versements effectués au titre de la réserve parlementaire pour 2011. En tête de ce classement, le président de l'Assemblée nationale de l'époque Bernard Accoyer avec une dotation de près de 12 millions d'euros, suivi de Gilles Carrez (3,7 millions), alors rapporteur général du budget à l'Assemblée, et Gérard Larcher (3,1 millions), alors président du Sénat.
Certains parlementaires ont également tendance à privilégier la commune dont ils sont les maires plutôt que les autres communes de leurs circonscription. Ainsi, en mars 2017, France-Soir note que le député Nicolas Dupont-Aignan a versé plus de la moitié des 600 000 € de réserve parlementaire qui lui été alloué en quatre ans, à sa seule ville de Yerres qui bien qu'étant la commune la plus peuplée de la 8e circonscription de l'Essonne, ne représente néanmoins qu'un tiers environ de ses habitants.
En 2015, un rapport particulièrement critique de la Cour des comptes établit notamment que sur 550 dossiers étudiés, « plus de 40 % ne comportaient pas toutes les pièces justificatives requises, portaient sur des dépenses inéligibles ou auraient dû appeler une instruction plus approfondie des services de l’Etat sur leur conformité »,.

### Critiques sur les conflits d'intérêts
Certains journalistes dénoncent l'attribution de subventions provenant de la réserve parlementaire à des associations servant directement ou indirectement les intérêts des parlementaires qui les attribuent . François Grosdidier, alors député, est mis en cause pour avoir financé une association écologiste dont il est le président, 100 000 € en 2009 et 60 000 € 2011. De plus, le seul permanent de l'association n'est autre que son conseiller parlementaire, tandis que sa trésorière, Marie-Louise Kuntz, fut longtemps sa première adjointe à la mairie de Woippy.
Le sénateur Philippe Marini est critiqué en 2013 pour l'usage des 340 750 € qui lui ont été alloués et ayant servi notamment à financer : d'une part, les travaux d'un centre équestre dont l'un des principaux utilisateurs n'est autre qu'une association dirigée par son épouse, et d'autre part les fouilles archéologiques de sa fille en Libye.
En 2014, le député Jean-Christophe Lagarde avait utilisé une partie de sa réserve pour aider une association dont le vice-président n’était autre que son assistant parlementaire.

### Arguments en faveur de la réserve
Lors des débats parlementaires du projet de loi pour la confiance dans la vie politique, les députés Les Républicains soulignaient que la suppression de la réserve parlementaire allait créer des députés « hors-sol », sans liens avec les territoires, et que toutes les subventions seraient désormais centralisées par les ministères. Les députés socialistes ont eux demandé le maintien de la réserve, mais avec une décision collégiale voire participative de la répartition des fonds.

## Réserve ministérielle et réserve présidentielle
Au sein de la mission « Relations avec les collectivités territoriales », il existe une action « Aides exceptionnelles aux collectivités territoriales » qui peut s'apparenter à une « réserve ministérielle ». Elle représentait 19 millions d’euros en 2013 et 5 millions d’euros en 2017. Lors du débat sur loi de confiance dans la vie politique, le texte adopté par le parlement supprime également cette réserve, mais cette suppression est censurée par le Conseil constitutionnel,,.
De plus, entre 2009 et 2012, près de 70 % de la réserve ministérielle ont été engagés à l’initiative de la présidence de la République, ce qui peut s'apparenter à une « réserve présidentielle ».